# Koshi Rikdo
Koshi Rikdo o Koshi Rikudo (六道 神士; Rikudō Kōshi), nacido el 16 de noviembre de 1970, es un dibujante de manga, cuyo trabajo más notable ha sido la serie Excel Saga.

## Obras
- Arahabaki
- Excel Saga (エクセル・サーガ)
- Fuerzas Municipales Daitenjin (o ... Daitenzin) (市立戦隊 ダイテンジン)
- Holy Brownie (ホーリーブラウニー)
- Kōkaku no Pandora (紅殻のパンド), borrador de Masamune Shirow
- Moebius Gear (en colaboración con Toshiki Inoue)